# Głębokie błękitne morze
Głębokie błękitne morze (ang. The Deep Blue Sea) – sztuka teatralna autorstwa Terence'a Rattigana, wystawiona po raz pierwszy 6 marca 1952 roku w Duchess Theatre na West Endzie w Londynie. W Polsce była jak dotąd prezentowana wyłącznie w Teatrze Telewizji, zaś premierowa emisja spektaklu telewizyjnego odbyła się 15 marca 1981 roku. 

## Opis fabuły
Londyn, pierwsze lata po II wojnie światowej. Pewnego ranka mieszkańcom czynszowej kamienicy w ubogim zakątku miasta doskwiera niepokojący zapach ulatniającego się gazu. Szybko odkrywają, że źródłem zapachu jest jedno z mieszkań, w którym doszło do próby samobójczej. Podjęła ją kobieta znana wśród sąsiadów jako pani Hester Page. Wkrótce okazuje się, że jej współlokator, wraz z którym przedstawiają się jako małżeństwo, to tylko jej nieformalny partner. W rzeczywistości pani Page nazywa się lady Hester Collyer i jest żoną wysokiej rangi sędziego, od którego uciekła do młodszego mężczyzny. 
Cała akcja sztuki trwa jeden długi dzień i ukazuje powikłaną sytuację uczuciową lady Collyer i najbliższych jej mężczyzn. Bohaterka obsesyjnie pożąda swojego młodszego kochanka i choć cieszą się wspólnie bardzo udanym życiem erotycznym, żadne z nich nie jest w stanie znaleźć w tym związku satysfakcji emocjonalnej, co ostatecznie prowadzi do rozpadu ich relacji. Z kolei jej mąż wciąż ją kocha i bardzo pragnie ją odzyskać. Hester szczere ubolewa nad jego cierpieniem, ale wie, że jest już w innym miejscu swojego życia i nie potrafiłaby wrócić do roli żony dżentelmena z wyższych sfer, będącej tylko tłem dla męża. To wszystko skłania ją do ponownej próby samobójczej. Udaremnia ją pan Miller, sąsiad i zarazem były lekarz, pozbawiony prawa wykonywania zawodu z powodu nie ujawnionych bliżej przewinień dyscyplinarnych, przez które spędził nawet pewien czas w więzieniu. Miller pokazuje Hester, że sensem życia może być samo życie i że nawet brak jakiejkolwiek nadziei nie oznacza, że nie warto przeżyć kolejnego dnia. 

### Tytuł
Określenie "głębokie błękitne morze" użyte jest w tekście sztuki jako metafora, przy pomocy której Hester opisuje w pewnym momencie własne skłonności samobójcze. 

## Okoliczności powstania
Terence Rattigan zawarł w Głębokim błękitnym morzu liczne elementy autobiograficzne. Autor był homoseksualistą, co musiał skrzętnie ukrywać, gdyż stosunki homoseksualne były wówczas w Anglii przestępstwem zagrożonym karą pozbawienia wolności. Komentatorzy dopatrują się w sztuce subtelnych odniesień wskazujących, iż właśnie homoseksualizm był przestępstwem, za które jeden z bohaterów, doktor Miller, stracił prawo do praktykowania zawodu i trafił za kratki. Bezpośrednią inspiracją dla napisania sztuki była śmierć Kenny'ego Morgana, który przez 10 lat pozostawał w związku z Rattiganem, następnie porzucił go, a ostatecznie odebrał sobie życie, celowo zatruwając się gazem. Jeszcze w dniu, gdy dowiedział się o śmierci ukochanego, Rattigan postanowił, że jego kolejna sztuka będzie zaczynać się od sceny samobójstwa przy opalanym gazem kominku. 

## Inscenizacje i adaptacje

### Teatr
Prapremierowa londyńska inscenizacja sztuki została wyreżyserowana przez Fritha Banbury'ego. W rolach głównych wystąpili Peggy Ashcroft (Hester), Kenneth More (Freddie, jej kochanek) i Roland Culver (Sir William, jej mąż). Wśród aktorek, które w późniejszych latach zmierzyły się z rolą Hester na scenie, były m.in. Blythe Danner (Roundabout Theatre Company, Nowy Jork, 1998),  Greta Scacchi (Arnoud Theatre w Guildford, 2008) i Helen McCrory (Teatr Narodowy w Londynie, 2016). 

### Film i telewizja
Sztuka była dwukrotnie ekranizowana w postaci filmów kinowych. Pierwszy, z 1955 roku, wyreżyserował Anatole Litvak, zaś główne role zagrali Vivien Leigh (Hester), Kenneth More (Freddie) i Emlyn Williams (Sir William). Drugi film pochodzi z roku 2011, a jego reżyserem był Terence Davies. Wystąpili Rachel Weisz (Hester), Tom Hiddleston (Freddie)  i Simon Russel Beale (Sir William). Ponadto na przestrzeni lat zrealizowano trzy różne wersje dla teatru telewizji BBC. Jedyna dotychczasowa polska inscenizacja, również telewizyjna, została wyreżyserowana przez Macieja Englerta. Główne role zagrali Marta Lipińska (Hester), Krzysztof Kolberger (Freddie) i Jerzy Kamas (Sir William).